# Семьдесят два градуса ниже нуля
«Се́мьдесят два гра́дуса ни́же нуля́» — советский цветной художественный фильм, снятый в 1976 году режиссёрами Сергеем Данилиным и Евгением Татарским.
Этот героико-приключенский фильм снят по мотивам одноимённой повести Владимира Санина.

## Сюжет
Антарктической станции «Восток» грозит консервация из-за недостатка топлива. Отряд добровольцев вызывается отвезти туда топливо, но ситуация осложняется тем, что время упущено: скоро начнется антарктическая осень — мартовские морозы. Никто никогда ещё не шёл этим путём в такое время, когда температура опускается ниже −71 градуса по Цельсию и обычное топливо замерзает.
Руководитель отряда Иван Гаврилов, переживая за судьбу станции, вызывается со своим отрядом довезти топливо со станции «Мирный» на «Восток». Убеждённый, что Синицын, техник станции «Мирный», подготовил «зимнее» топливо для их поезда, они отправляются в конце января в пятинедельный полуторатысячекилометровый переход до станции «Восток». Обратный путь предстоит совершить в более холодное для Южного полушария время года - март и апрель. Руководство разрешает отряду эвакуацию на самолёте, оставив технику. Разрешением воспользовался только штурман Попов. Надеясь на то, что при температуре «всего» −60℃ они дойдут назад без приключений, остальные полярники начинают трудный поход до станции «Мирный».
Однако санно-гусеничный поезд Гаврилова преследует одна беда за другой. В пути выясняется, что из-за небрежности Синицына топливо не было подготовлено к зиме: в баках вездеходов находится обычное летнее горючее, которое при температуре −72℃ замерзает. Его приходится разогревать на костре, пока оно не станет жидким. Разлитое горячее масло тоже замерзает на полозьях саней, и их не сдвинуть с места; приходится разогревать полозья и счищать масло. Потом сгорает пищеблок с запасами еды, сигарет и сигнальных ракет. Ломается вездеход Гаврилова (он шёл замыкающим). Гаврилову нечем подать сигнал, поскольку все ракеты сгорели в погибшем пищеблоке. Если Гаврилова не найдут, через двадцать минут он замёрзнет. Тем не менее его товарищи, заметив отсутствие командира, возвращаются за ним, и он остается в живых. Таким образом, полярники, хотя и не без труда, успешно преодолевают все возникающие препятствия.
Дойдя же почти до самой станции, санно-гусеничный поезд оказывается в тупике — без штурмана им не найти «ворота», обозначающие безопасный путь к побережью. Идя же наугад, поезд почти наверняка погибнет, провалившись в одну из ледовых трещин, которыми богата прибрежная полоса.
Тем временем Попов, наконец-то, понимает, что своим дезертирством он обрек товарищей на верную смерть. Нарушая приказы начальства, он уводит со станции единственный имеющийся вездеход, впервые за всю историю в одиночку поднимаясь на купол Антарктиды. Наехав гусеницей вездехода на трещину и не имея возможности ехать дальше, штурман продолжает путь пешком. Обмороженный и почти теряющий сознание, он все-таки добирается до ворот, а потом выпускает в небо все имеющиеся у него ракеты, дав товарищам сигнал и искупив свою вину. Полярники Гаврилова, получив знающего штурмана, благополучно добираются до станции «Мирный».

## В ролях
- Николай Крючков — Иван Гаврилов, руководитель отряда
- Александр Абдулов — Лёнька Савостиков
- Валерий Козинец — Алексей Антонов
- Олег Корчиков — Василий Комов
- Юрий Демич — Валерий Никитин
- Михаил Кононов — Тошка Жмуркин
- Николай Боярский — Синицын
- Олег Янковский — Сергей Попов, штурман
- Сергей Иванов — Петя Задирако, повар
- Анатолий Соловьёв — Макаров, начальник экспедиции
- Гелий Сысоев — Коля, радист
- Михаил Матвеев — Игнат Мазур
- Лариса Лужина — жена Ивана Гаврилова

## Съёмочная группа
- Авторы сценария:
  - Владимир Санин
  - Зиновий Юрьев
- Режиссёры:
  - Сергей Данилин
  - Евгений Татарский
- Оператор: Владимир Ильин
- Композитор: Николай Мартынов
- Звукооператор: Гарри Беленький
- Операторы в Антарктиде: Ю. Разумов, А. Тарасов

## Музыка
В фильме звучит песня Владимира Высоцкого «Белое безмолвие» в его исполнении. Изначально эта песня была написана им для фильма «Земля Санникова».